# 利文斯顿 (阿拉巴马州)
利文斯顿，是美国阿拉巴马州下属的一座城市。面积约为7.13平方英里（约合18.47平方公里）。根据2010年美国人口普查，该市有人口3,485人，人口密度为488.78/平方英里（约合188.68/平方公里）。